# Santa Maria de Finestres
Santa Maria de Finestres és un petit santuari, situat en un indret alterós, i de grans panoràmiques, en una de les carenes meridionals de la serra de Finestres, al terme municipal de Sant Aniol de Finestres (La Garrotxa) dins del Parc Natural de la Zona Volcànica de la Garrotxa. Es pot accedir a Santa Maria de Finestres, a peu, seguint els antics camins medievals, tant des de la vall de la Llémena com des de la del Ser. Cada any s'hi celebra l'Aplec del Roser i l'Aplec de Santa Maria de Finestres el mes de juny, força concorreguts per gent de la rodalia. La devoció popular li ha dedicat diversos Goigs des de molt antic. És una obra inclosa a l'Inventari del Patrimoni Arquitectònic de Catalunya.

## Descripció
Santa Maria de Finestres és un temple situat prop del castell de Finestres, a 880 m d'altitud. És d'una sola nau i absis semicircular. La volta és apuntada i alguns dels seus murs conserven paraments d'opus spicatum. La construcció originària de l'església ha estat molt modificada al llarg del temps, i d'aquesta estructura resten només la volta, i és possible que també l'absis.

## Història

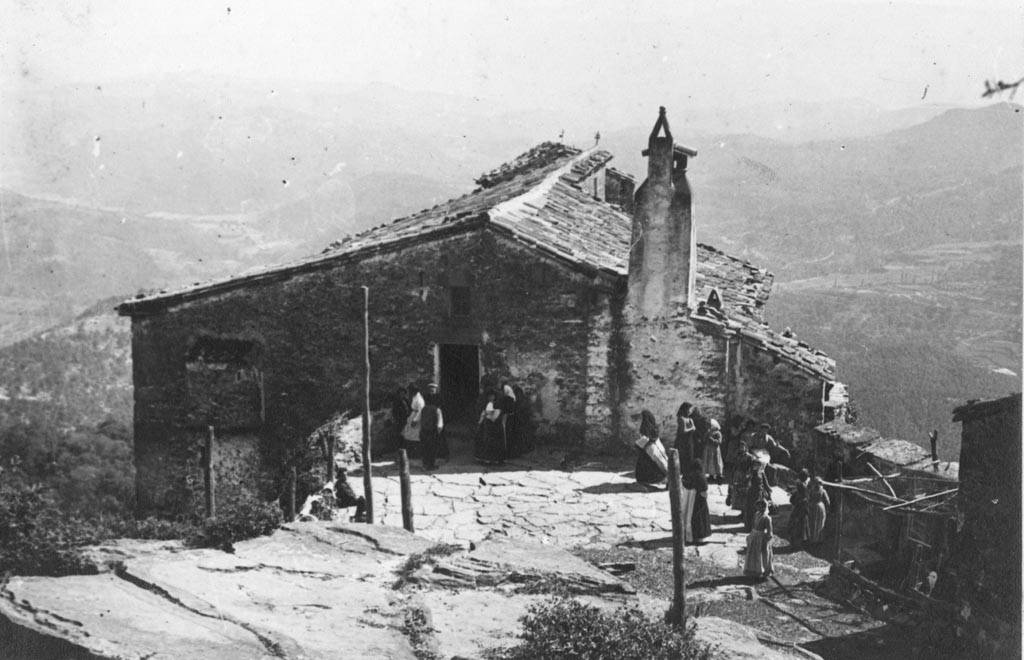
Entrada al Santuari (entre 1890 i 1923)

La documentació escrita més antiga sobre Santa Maria de Finestres data de l'any 947, moment en què l'església fou consagrada pel bisbe Gotmar III. Apareix esmentada com a Sancta Maria in castro quoddicitur Fenestras… Es vincula històricament al castell de Finestres, aleshores depenent de la baronia de Santa Pau. L'any 1097 el Papa Urbà II confirma la donació de l'església de «Sancta Maria de Fenestris» al monestir de Sant Esteve de Banyoles. Poc després de l'any 1174 els abats d'aquest monestir varen convertir l'església en un priorat benedictí, que va acollir una petita comunitat monàstica durant quatre segles. L'any 1428, amb els terratrèmols de la comarca, Santa Maria va veure enfonsada la seva volta i part dels seus murs molt malmesos. Durant la visita pastoral de 1440 l'església encara no havia estat refeta, malgrat que l'any 1436 el vicari general va convidar els fidels a oferir diners per tal de dur a terme la reconstrucció. L'any 1835 el priorat fou exclaustrat per les desamortitzacions.